# Acer campbellii
Acer campbellii é uma espécie de árvore do gênero Acer, pertencente à família Aceraceae.